# Communauté de communes Thoré Montagne Noire
La communauté de communes Thoré Montagne Noire est une communauté de communes française, située dans le département du Tarn et la région Occitanie, au cœur du Parc naturel régional du Haut-Languedoc.

## Historique
Elle est créée le 10 décembre 2004. En janvier 2013, Bout-du-Pont-de-Larn intègre la communauté de communes. Le 1er janvier 2017, le périmètre de l'intercommunalité s'étend aux communes du Rialet et du Vintrou.

## Territoire communautaire

### Géographie
Elle est située dans la vallée du Thoré, au sud-est du département du Tarn. Elle est limitrophe des départements de l'Hérault et de l'Aude.

### Composition
La communauté de communes est composée des 9 communes suivantes :

| Nom                  | Code Insee | Gentilé                  | Superficie (km2) | Population (dernière pop. légale) | Densité (hab./km2) |
| -------------------- | ---------- | ------------------------ | ---------------- | --------------------------------- | ------------------ |
| Albine (siège)       | 81005      | Albinols                 | 17,15            | 512 (2022)                        | 30                 |
| Saint-Amans-Valtoret | 81239      | Saint-Amantais           | 35,58            | 862 (2022)                        | 24                 |
| Bout-du-Pont-de-Larn | 81036      | Bout-du-Pont-de-l'Arnais | 7,63             | 1 249 (2022)                      | 164                |
| Labastide-Rouairoux  | 81115      | Bastidiens               | 23,67            | 1 418 (2022)                      | 60                 |
| Lacabarède           | 81121      | Cabarédiens              | 14,5             | 289 (2022)                        | 20                 |
| Le Rialet            | 81223      | Rialetois                | 7,64             | 63 (2022)                         | 8,2                |
| Rouairoux            | 81231      |                          | 28,48            | 387 (2022)                        | 14                 |
| Sauveterre           | 81278      | Sauveterrois             | 12,39            | 186 (2022)                        | 15                 |
| Le Vintrou           | 81321      | Vintrounais              | 11,38            | 91 (2022)                         | 8                  |

### Démographie
| 1968  | 1975  | 1982  | 1990  | 1999  | 2010  | 2015  | 2021  |
| ----- | ----- | ----- | ----- | ----- | ----- | ----- | ----- |
| 7 023 | 6 076 | 5 623 | 5 615 | 5 241 | 5 086 | 5 100 | 5 067 |

## Administration

### Siège
Le siège de la communauté de communes est situé à Albine.

### Les élus
Le conseil communautaire de la communauté de communes se compose de 26 conseillers, représentant chacune des communes membres et élus pour une durée de six ans.
Ils sont répartis comme suit :
| Nombre de conseillers | Communes                                  |
| --------------------- | ----------------------------------------- |
| 6                     | Bout-du-Pont-de-Larn, Labastide-Rouairoux |
| 4                     | Saint-Amans-Valtoret                      |
| 3                     | Albine                                    |
| 2                     | Lacabarède, Rouairoux                     |
| 1 (+1 suppléant)      | Le Rialet, Sauveterre, Le Vintrou         |

### Présidence
| Période                                  | Période  | Identité         | Étiquette | Qualité                                     |
| ---------------------------------------- | -------- | ---------------- | --------- | ------------------------------------------- |
| Les données manquantes sont à compléter. |          |                  |           |                                             |
| 2004                                     | 2014     | Brigitte Saracco |           | Maire de Saint-Amans-Valtoret (2001 → 2014) |
| 2014                                     | 2017     | Philippe Barthès |           | Maire d'Albine (2001 → 2020)                |
| 2017                                     | En cours | Michel Castan    |           | Maire du Rialet (2008 → )                   |

### Compétences
La Communauté de communes assure des services à la place des communes dans des domaines définis et limités que l'on appelle des compétences. Il existe des compétences obligatoires, des compétences optionnelles et des compétences facultatives.
Au 28 février 2024, la Communauté de communes exerce les missions et compétences suivantes :

#### Compétences obligatoires
1. Aménagement de l’espace dont le plan local d'urbanisme intercommunal (PLUi)
2. Développement économique : actions intéressant l’ensemble de la communauté (création entretien des zones d’activités + politique locale du commerce et soutien aux activités commerciales d’intérêt communautaire + promotion du tourisme dont la création d’un office de tourisme, zones d’activités touristiques avant le 01/01/2017)
3. Aménagement, entretien et gestion des aires d’accueil des gens du voyage
4. Collecte et traitement des déchets
5. Gestion des milieux aquatiques et préventions des inondations (depuis le 01/01/2018)

#### Compétences optionnelles assurées par la Communauté de communes Thoré Montagne Noire
1. Protection et mise en valeur de l’environnement et soutien aux actions de maîtrise de la demande d’énergie (respect et la préservation de la nature, de l’environnement et du petit patrimoine bâti + création, animation, entretien, balisage, la signalisation et la promotion des sentiers de randonnées + promotion voie verte + animation pour la gestion et la protection de la ressource en eau)
2. Politique du logement et du cadre de vie (amélioration de l'habitat, recommandations architecturales, revitalisation rurale)
3. Action sociale d'intérêt communautaire (petite enfance, enfance, parentalité, personnes âgées, personnes en situation de handicap, accès aux droits, santé, vie sociale, gestion des situations d'urgence)

#### Compétences facultatives assurées par la Communauté de communes Thoré Montagne Noire
1. Culture
2. Communication
3. Sport, jeunesse, associations
4. Énergies renouvelables
5. Assainissement
6. Eau
7. Mise en place d'un système d'information géographique sur le territoire
8. Reconversion des friches industrielles
9. Aménagement de l'aéroport régional de Castres-Mazamet
10. Prise en charge des animaux abandonnés ou errants
11. Élaboration, approbation et mise en œuvre des politiques contractuelles de développement et d'aménagement du territoire
12. Prestations et échanges de services

### Régime fiscal et budget
Le régime fiscal de la communauté de communes est la fiscalité professionnelle unique (FPU).